# Związek zawodowy rolników indywidualnych
Związek zawodowy rolników indywidualnych – społeczna organizacja zawodowa rolników, mająca na celu ochronę własności gospodarstw rolników, ich interesów ekonomicznych i socjalnych oraz ich rodzin, poprzez uczestniczenie w działaniach na rzecz rozwoju gospodarczego oraz społecznego wsi i rolnictwa. Związek zawodowy jest samorządny, w szczególności może samodzielnie kształtować cele i programy działania oraz określać struktury organizacyjne. Ponadto jest niezależny i nie może podlegać nadzorowi lub kontroli ze strony organów administracji państwowej.

## Powołanie związku zawodowego
Na podstawie ustawy z 1989 r. o związkach zawodowych rolników indywidualnych ustanowiono związek zawodowy rolników indywidualnych. Ustawa z 1989 r. była 3 razy ujednolicana na podstawie obwieszczenie Marszałka Sejmu Rzeczypospolitej Polskiej w 2019 r. oraz w 2021 r., a także w 2024 r

## Prawo tworzenia związków zawodowych
Prawo tworzenia i zrzeszania się w związkach zawodowych rolników mają rolnicy indywidualni prowadzący gospodarstwo oraz osoby im bliskie pracujące stale wraz z nimi w tym gospodarstwie indywidualnych.
Związki zawodowe rolników indywidualnych działają zgodnie z konstytucyjnymi zasadami ustrojowymi Rzeczypospolitej Polskiej.
Rolnicy zamierzający założyć związek wybierają komitet założycielski i uchwalają statut. Liczba rolników założycieli związku nie może być mniejsza niż 30 osób. W przypadku rolników wywodzących się z jednej wsi liczba założycieli może wynosić 10 osób. Natomiast w przypadku związku o ogólnokrajowym zakresie działania założycieli nie może być mniej niż 30 rolników, mających miejsce zamieszkania w odpowiedniej liczbie województw.

## Statut związku zawodowego
Powołanie związku zawodowego następuje w oparciu o statut i wpis do Krajowego Rejestru Sądowego,
Statut związku zawodowego rolników indywidualnych określa:
- nazwę związku zawodowego,
- siedzibę, terytorialny i podmiotowy zakres działania,
- cele związku, zasady nabywania i utraty członkostwa, prawa i obowiązki członków,
- strukturę organizacyjną i władze związku, tryb dokonywania ich wyboru i odwołania,
- źródła finansowania działalności związku,
- zasady uchwalania i zmiany statutu oraz sposób rozwiązania związku.

## Wpis do Krajowego Rejestru Sądowego
Związek zawodowy rolników indywidualnych podlega obowiązkowi wpisu do Krajowego Rejestru Sądowego, przez co uzyskuje osobowość prawną. Sąd rejestrowy może odmówi rejestracji, jeżeli treść statutu wskazuje, że organizacja nie jest związkiem zawodowym rolników indywidualnych w rozumieniu ustawy albo postanowienia statutu są niezgodne z jej przepisami.
W przypadku zmiany statutu właściwy organ związku zawodowego rolników indywidualnych ma obowiązek niezwłocznie zawiadomić sąd rejestrowy o zmianie statutu.

## Wykreślenie związku zawodowego z rejestru
Sąd rejestrowy może wykreślić związek zawodowy rolników indywidualnych z rejestru:
- w razie podjęcia, w sposób przewidziany w statucie, uchwały o rozwiązaniu związku;
- jeżeli liczba członków związku jest mniejsza od liczby określonej w ustawie.

Związki działające na podstawie ustawy mają prawa i obowiązki, jakie przepisy ustaw przyznają społeczno-zawodowym organizacjom rolników w zakresie reprezentacji i obrony praw oraz interesów rolników.
Organy państwowe i samorządowe są obowiązane traktować na równi wszystkie związki zawodowe rolników indywidualnych i społeczno-zawodowe organizacje rolników w zakresie ich działalności.

## Uprawnienia związków zawodowych
Związki zawodowe rolników indywidualnych uprawnione są przystępować do:
- międzynarodowych organizacji rolniczych;
- ponadnarodowych organizacji rolniczych reprezentujących interesy zawodowe rolników indywidualnych wobec instytucji Unii Europejskiej.

## Finansowanie związku zawodowego
Związek zawodowy rolników indywidualnych jest finansowany z Budżetu Państwa w części, której dysponentem jest minister właściwy do spraw rolnictwa. Według obwieszczenia Marszałka Sejmu Rzeczypospolitej Polskiej z 2021 r. koszty związane z uczestnictwem związków zawodowych w organizacjach międzynarodowych i ponadnarodowych dofinansowane są na zasadach określonych w przepisach o izbach rolniczych.

## Lista podmiotów z formą prawną związku zawodowego rolników indywidualnych
- Związek Zawodowy Rolników Indywidualnych Ekologia w Wzdole Rządowym
- Regionalny Związek Hodowców Świń w Łodzi,
- Związek Zawodowy Rolników Jedność Wiejska w Woli Wiązowej,
- Związek Plantatorów Buraka Cukrowego w Głogowie,
- Związek Zawodowy Rolników Rzeczpospolitej Solidarni w Jeleniej Górze,
- Ogólnopolskie Porozumienie Związków Zawodowych Rolników i Organizacji Rolniczych w Warszawie,
- Rolniczy Związek Zawodowy Piast w Leżajsku,
- Związek Zawodowy Rolników Ekologicznych Św. Franciszka z Asyżu w Szubinie,
- Związek Zawodowy Rolnictwa i Obszarów Wiejskich Regiony w Warszawie,
- Związek Zawodowy Rolników Polskich w Siedlcach,
- Związek Zawodowy Rolników Ekologicznych Ekorolnik w Poznaniu,
- Kółko Rolnicze Dziechowo w Dziechowie,
- Polski Związek Zawodowy Rolników w Sokołowie Podlaskim,
- Związek Rolników Polskich w Siecieborzycach.